# 미라클 프롬 헤븐
《미라클 프롬 헤븐》(영어: Miracles from Heaven)은 크리스티 빔의 동명 회고록을 원작으로 2016년 공개된 미국의 기독교 드라마 영화이다. 퍼트리샤 리건이 감독, 랜디 브라운이 각본을 썼다. 제니퍼 가너, 카일리 로저스, 마틴 헨더슨, 존 캐럴 린치, 에우헤니오 데르베스와 퀸 라티파가 출연한다. 주요 촬영은 애틀랜타, 조지아주에서 2015년 7월부터 시작되었다. 이 영화는 딸의 병을 고치려고 고군분투하는 내용을 담고 있으며, 컬럼비아 픽처스 배급으로 미국 전역에 2016년 3월 16일 개봉되었다. 미국에서 2016년 개봉된 종교 영화 중 최고 오프닝 스코어를 기록하며 박스오피스에 데뷔해, 《부활》, 《영 메시아》 등의 기독교 서사 대작을 제치고 제작비의 4배를 뛰어넘는 흥행기록을 세우며 화제를 모았다.
대한민국에서는 2016년 5월 10일부터 15일까지 필름포럼에서 열린 제13회 서울국제사랑영화제 폐막작으로 선정되어 상영되었고, 2016년 5월 25일 정식 개봉되었다.

## 줄거리
남편, 세 딸과 함께 평화로운 나날을 보내던 크리스티(제니퍼 가너 분)의 둘째 딸 애나(카일리 로저스 분)가 원인을 알 수 없는 병을 앓게 된다. 애나는 어떤 음식도 소화시킬 수가 없다. 의사는 애나의 병을 완벽하게 치료하기 어렵다고 선언한다. 크리스티는 하나님을 원망하지만, 애나는 낫게 해달라고 기도한다. 결국 기적이 일어난다. 크리스티는 “애나와 함께 해준 많은 사람들의 사랑이 기적을 가능케 했다”고 고백한다.

## 배역
- 제니퍼 가너 : 크리스틴 빔 역(애나의 엄마)
- 카일리 로저스 : 애나 빔 역
- 마틴 헨더슨 : Dr. 케빈 빔 역(애나의 아빠)
- 에우헤니오 데르베스 : Dr. 누르코 역(보스턴 아동병원의 애나를 담당한 소아과 위장병 전문의)
- 퀸 라티파 : 안젤라 역(애나와 빔 가족이 다니는 병원의 웨이트리스)
- 브라이튼 샤비노 : 애비 빔 역(애나의 언니)
- 코트니 팬슬러 : 아델린 빔 역(애나의 동생)
- 제크 세일 - Dr. 블라이스 역(크리스티의 여동생)
- 켈리 콜린스 린츠 : 에미 역(빔 가족의 친구)
- 존 캐럴 린치 : 스콧 역(빔 가족이 다니는 교회의 담임 목사)
- 브랜든 스핑크 : 빌리 스나이더 역(애나의 친구)
- 한나 앨리굿 : 헤일리 역(애나와 친구가 되는 암환자)
- 웨인 페레 : 벤 역(헤일리의 아빠)
- 브루스 알트만 : Dr. 버기 역(텍사스 병원 소아과의 애나 담당의사)
- 슈엘라 엘 아타르 : 보스턴 어린이 병원 접수원

### 수상 및 후보
| 상               | 부분                                | 작품/수상자 | 결과 | 참조. |
| ---------------- | ----------------------------------- | ----------- | ---- | ----- |
| 틴 초이스 어워드 | 초이스 무비: 드라마 부분            |             | 수상 | [ 4 ] |
| 틴 초이스 어워드 | 초이스 무비 여자배우상: 드라마 부분 | 제니퍼 가너 | 후보 | [ 4 ] |